# Jean-Pierre Sintges
Jean-Pierre Sintges dit Jempy Sintges, né le 1er juin 1938 à Lamadelaine (Luxembourg), est un coureur cycliste luxembourgeois. Professionnel en 1961, il participe au Tour de France.

## Résultats sur les grands tours

### Tour de France
1 participation
- 1961 : abandon (10e étape)